# Mulesing
Il mulesing è una pratica chirurgica utilizzata negli allevamenti ovini che consiste nell'asportazione di una parte di pelle della zona perianale degli animali. Il mulesing è una pratica comune in Australia nella prevenzione delle infezioni dovute alle larve di certe mosche negli allevamenti di pecore merino in quelle regioni dove questo problema è maggiormente presente.
Il suo nome deriva dal fatto che fu codificata da John WH Mules.
L'Associazione australiana dei veterinari riconosce che il mulesing non è la soluzione ideale, ma lo giudica un necessario compromesso tra "un'operazione dolorosa sul momento per l'animale, ma con dei vantaggi a lungo termine sul suo benessere", un'opinione condivisa dalla "Società reale per la prevenzione della crudeltà contro gli animali" australiana. L'associazione dei veterinari australiani appoggia fortemente "lo sviluppo e la messa in pratica di soluzioni meno dolorose".

## Polemiche
Sono state sollevate molte polemiche in merito all'utilizzo di questa tecnica che, essendo fatta quasi esclusivamente senza anestesia, senza sutura e senza terapia antibiotica, produce sofferenze per gli animali. La difesa delle associazioni di allevatori consiste principalmente nell'affermare che in questo modo muoiono molti meno animali. Nonostante queste affermazioni, dopo le proteste internazionali iniziate in Svezia, molti produttori di filati, tessuti e abbigliamento rendono pubblico che le loro stoffe provengono da allevamenti che non utilizzano questa pratica. Il mulesing ha numerose alternative tra cui l'adozione di tosature e disinfestazioni localizzate e l'utilizzo di speciali morsetti in plastica che riducono incruentemente la formazione delle pieghe perianali. Gruppi di allevatori stanno inoltre selezionando varietà di pecora Merino prive di quelle pieghe cutanee che favoriscono l'infestazione da larve.